# Ernst Fischer (Geistlicher, 1903)
Ernst Georg Albert Fischer (* 20. September 1903 in Hamburg; † 21. Oktober 1983 in Mölln) war ein deutscher evangelisch-lutherischer Pastor und Landessuperintendent für Lauenburg mit Sitz in Ratzeburg.

## Leben und Wirken
Fischer wuchs in Hamburg als Sohn eines Lehrers auf. Nach Ablegung der Reifeprüfung studierte er zunächst einige Semester Ingenieurwissenschaften und wandte sich dann dem Theologiestudium an den Universitäten Leipzig, München und Kiel zu.
Fischers kirchlicher Dienst begann 1930 als Vikar in Hamburg. Ab 1. Oktober 1932 war er dort zunächst Hilfsprediger und ab 27. November 1932 (dem Tag seiner Ordination) Pastor in Hamburg-Süd-Hamm. Noch in seiner Hamburger Zeit schloss er sich 1934 der Bekennenden Kirche an.
Von Hamburg wechselte er zum 16. Juni 1935 als Pastor nach Lütau.
Fischer gehörte mit zu den „Männern der ersten Stunde“ (Kroll), welche die Neugestaltung der Schleswig-Holsteinischen Landeskirche nach 1945 prägten. Er beteiligte sich rege beim Zustandekommen der Lebensordnung von 1957 und der Rechtsordnung von 1958 sowie vieler anderer Kirchengesetze und bei allen Haushalts- und Finanzfragen, in wichtigen Ausschüssen und im Plenum. 
Am 8. November 1959 wurde er zum Landessuperintendenten für Lauenburg und Pastor nach Ratzeburg berufen. Am 1. Dezember 1969 wurde Fischer emeritiert. 
Seinen Ruhestand verbrachte Fischer in Mölln. Zu seinem 70. Geburtstag 1973 gab sein Nachfolger Joachim Heubach unter dem Titel „Kein Grund zur Melancholie“ eine Sammlung von Fischers Predigten, Briefen, Reden und Aufsätzen heraus, die ein umfassendes Bild seines Wirkens als Lauenburgischer Landessuperintendent vermitteln.
Auch nach dieser Veröffentlichung beteiligte Fischer sich noch bis ins hohe Alter an den theologischen und kirchenpolitischen Auseinandersetzungen der damaligen Zeit. So hielt er am 15. Mai 1973 in Itzehoe einen Vortrag über das Thema „Marx, Marxismus und christliche Botschaft“, hielt 1975 in Mölln eine Bibelarbeit zum Thema „Einführung in die Offenbarung des Johannes“ und nahm am 21. Oktober 1977 Stellung zum „Prozeß um die Nordelbische Kirche“. Darin warf er den Verantwortlichen für den Zusammenschluss mehrerer norddeutscher Landeskirchen zur Nordelbischen Kirche „Verachtung für die Geschichte“ vor und urteilte: „Erst als Staatsräte und progressive Schwärmer zu Freunden geworden waren, kam die Verfassung der Nordelbischen Kirche zustande. Sie trägt unverkennbar die Spuren ihrer Konstrukteure.“
Nach kurzer Krankheit verstarb Fischer im Alter von 80 Jahren. Die Trauerfeier und anschließende Beisetzung fand am 27. Oktober 1983 in Lütau statt. Die Predigt mit Betonung der christlichen Auferstehungshoffnung hielt sein Sohn Ernst Fischer, damals Pastor in Rendsburg-St. Marien.

## Familie
Fischer war seit dem 21. April 1933 mit Christa, geb. Schlüter, verheiratet. Aus der Ehe gingen sechs Kinder hervor. Seine Ehefrau Christa starb 1977 und wurde in Lütau bestattet.

## Auszeichnungen
- Bundesverdienstkreuz, 1. Klasse (22. September 1972)

## Veröffentlichungen
- Kein Grund zur Melancholie. Predigten – Briefe – Reden – Aufsätze des Landessuperintendenten Ernst Fischer anläßlich seines 70. Geburtstages. Zusammengestellt von Kurt Kroll, hrsg. von Joachim Heubach, Berlin: Die Spur 1973.
- Was in der Kirche besser geworden ist in den letzten fünfzig Jahren, in: Breklumer Kirchen- und Volkskalender 93 (1975; Onlinefassung)